# تشيك تشيرشل
تشيك تشيرشل (بالإنجليزية: Chick Churchill)‏ هو منتج أسطوانات وموسيقي وكاتب أغاني وعازف بيانو بريطاني، ولد في 2 يناير 1946 في Ilkeston ‏ في المملكة المتحدة.

## وصلات خارجية
- تشيك تشيرشل على موقع ميوزك برينز (الإنجليزية)
- تشيك تشيرشل على موقع أول ميوزيك (الإنجليزية)
- تشيك تشيرشل على موقع ديسكوغز (الإنجليزية)